# Chavéria
Chavéria település Franciaországban, Jura megyében. Lakosainak száma 209 fő (2022. január 1.). Chavéria Orgelet, Beffia, Chambéria, Moutonne, Nancuise és Rothonay községekkel határos.

## Népesség
A település népességének változása:
| Lakosok száma | 202  | 137  | 141  | 202  | 243  | 238  | 226  | 227  | 226  | 209  |
|               | 1968 | 1982 | 1990 | 2006 | 2013 | 2015 | 2017 | 2019 | 2020 | 2022 |